# Sophus Nielsen
Sophus Erhard Nielsen – detto Krølben – (Copenaghen, 15 marzo 1888 – Copenaghen, 6 agosto 1963) è stato un calciatore e allenatore di calcio danese, di ruolo attaccante.
Tra il 1908 e il 2001 ha avuto il record di reti in una partita ufficiale con 10 centri, condiviso dal 1912 con Gottfried Fuchs. Nel 2001 questo record è stato infranto da Archie Thompson che nello storico 31-0 tra Australia e Samoa Americane mise a segno 13 marcature.

## Biografia
Dopo aver ottenuto un apprendistato come fabbro con la Burmeister & Wain, Nielsen e suo fratello Carl - che era un carpentiere disoccupato - decisero di viaggiare per l'Europa in cerca di un lavoro da operai. A Kiel incontrano il presidente di una squadra locale che Nielsen conosceva già grazie ad una precedente visita con il Frem. Il presidente gli trova lavoro a Nielsen come fabbro e al fratello come falegname: in cambio i due dovevano iscriversi alla squadra calcistica Holstein Kiel.

## Carriera

### Calciatore

#### Club
Cresciuto nelle giovanili di Concordia e Stjernen nel 1902 fa il salto di qualità, approdando nelle giovanili del Boldklubben Frem. Dopo due anni, nel 1904 approda nella prima squadra e vi rimane fino al 1910. Nel 1911 si trasferisce in Germania, a Kiel per giocare con l'Hostens Kiel. Coi tedeschi segna 72 reti in 18 partite prima di tornare in Danimarca nel 1912, nuovamente al Frem. Rimane al Frem fino al 1921 giocando 137 incontri e realizzando 125 reti complessivamente tra i periodi 1904-10 e 1912-21.

#### Nazionale
È stato chiamato per la prima volta dalla Nazionale danese per le Olimpiadi di Londra 1908. In questa competizione Nielsen si mette in luce e diviene uno dei maggior protagonisti del torneo nonché della sua Nazionale: nella prima partita contro la Francia, il 19 ottobre segna l'ultima delle nove reti che portano i danesi alla vittoria; nella seconda partita contro i francesi, tre giorni dopo, realizza le prime tre reti dell'incontro in tre minuti portando la Danimarca sul 3-0 dopo solo sei minuti di gioco ed in seguito realizza altre sette reti trascinando la Danimarca ad un'impresa storica, infatti il passivo di 1-17 è ancora oggi la sconfitta più pesante subita dalla Francia nella sua storia. Inoltre riesce a battere il record di reti in una gara ufficiale, realizzandone appunto dieci. Nella finale contro il Regno Unito i danesi vengono sconfitti per 2-0, concludendo il torneo al secondo posto. Nielsen con undici marcature, di cui dieci nel solo incontro del 22 ottobre, diviene il capocannoniere dell'edizione calcistica 1908 delle Olimpiadi.
Nelle Olimpiadi 1912 disputatesi a Stoccolma Nielsen realizza due reti alla Norvegia. In seguito la Danimarca sconfigge i Paesi Bassi arrivando alla finale. Come nell'edizione precedente ad attendere i danesi vi è nuovamente il Regno Unito che riesce a controllare l'incontro e a vincere per 4-2 sulla Nazionale scandinava. In questa edizione Gottfried Fuchs realizza 10 reti contro la Russia (partita finita 16-0 per la Germania) eguagliando così il precedente record di Nielsen.
In Nazionale gioca fino al 1919. Totalizza 20 presenze e 16 reti.

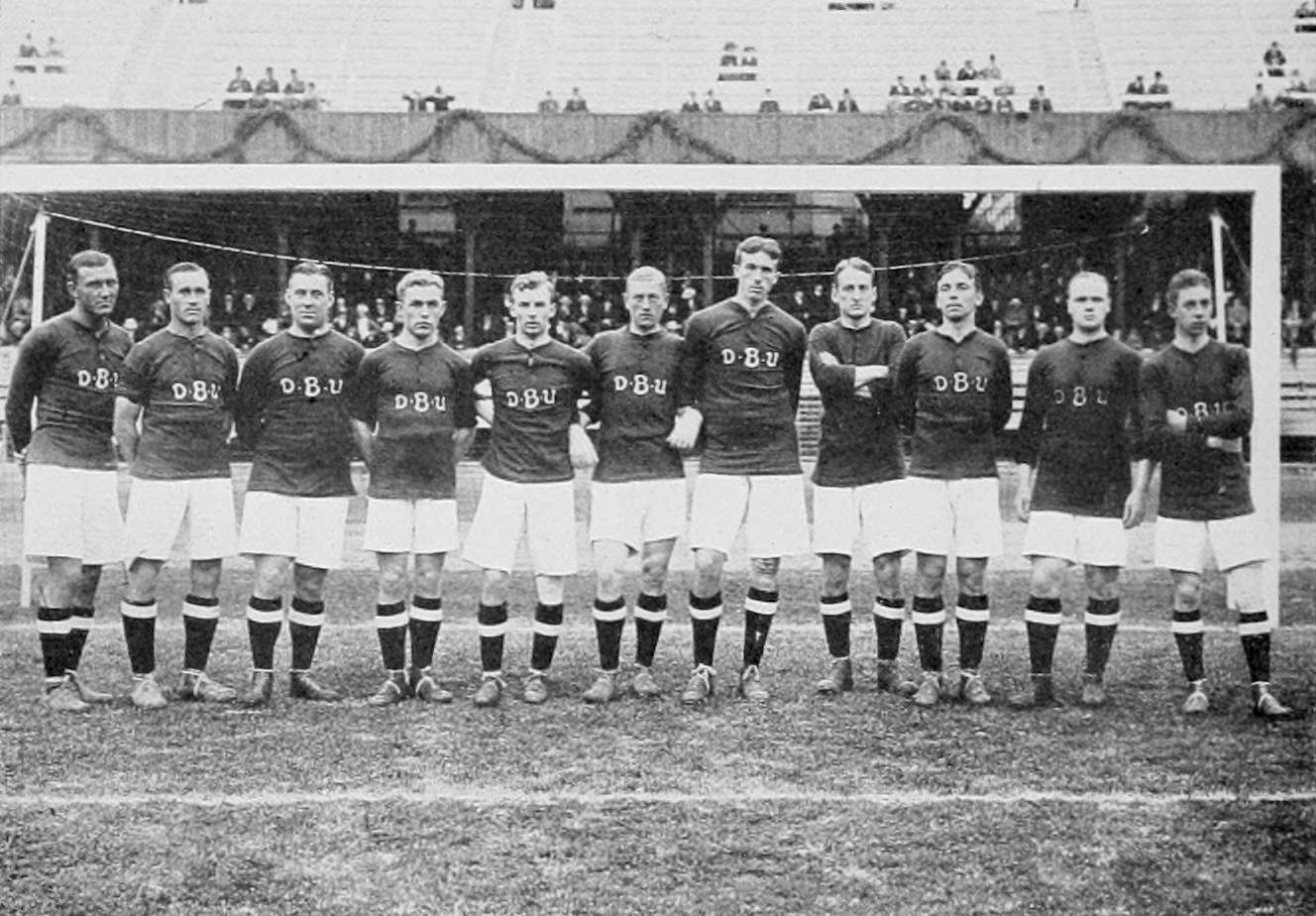
La nazionale danese vincitrice della medaglia d'argento nel 1912. Da sinistra: Anton Olsen, Sophus "Krølben" Nielsen, Harald Hansen, Paul Berth, Poul Nielsen, Sophus Hansen, Nils Middelboe, Charles Buchwald, Oskar Nørland, Emil Jørgensen, Vilhelm Wolfhagen.

### Allenatore
Dopo il ritiro allenò per un breve periodo nel 1933 l'Holstebro BK. Nel 1940 gli fu affidata per un periodo ad interim la Nazionale danese che lasciò dopo due pareggi con la Svezia nel mese di ottobre.

## Palmarès

### Giocatore

#### Nazionale
- Argento olimpico: 2

Londra 1908, Stoccolma 1912

#### Individuale
- Capocannoniere alle Olimpiadi: 1

Londra 1908 (11 reti)